# Штаудеггер, Франц
Франц Штаудеггер (12 февраля 1923 — 16 марта 1991) — прославленный немецкий танкист-ас времён Второй мировой войны, унтершарфюрер Ваффен-СС. Первый командир танка «Тигр», награждённый Рыцарским крестом Железного креста. Воевал в составе дивизии «Лейбштандарт СС Адольф Гитлер» (LSSAH).

## Ранние годы
Родился 12 февраля 1923 года в Унтерлайбахе, Каринтия (Австрия). Окончил школу в Клагенфурте и Шпанхайме в 1940 году и в возрасте 17 лет вступил добровольцем в Ваффен-СС. Попал в резервный учебный батальон дивизии «Лейбштандарт СС Адольф Гитлер» (LSSAH).

## Вторая мировая война
Во время своего первого боя в составе 1-й роты LSSAH Штаудеггер был ранен и получил свою первую награду — значок за ранение. В марте 1942 года ему было присвоено звание штурммана СС. После выздоровления был направлен на переподготовку на танк «Тигр». По возвращении в часть назначен командиром танка Panzer III в легком взводе под командованием Михаэля Виттмана. Получив 20 января 1943 года звание унтершарфюрера СС, Штаудеггер воевал в качестве командира танка в битве за Харьков. После взятия города ему доверили командование «Тигром» во взводе унтерштурмфюрера СС Гельмута Вендорфа.
Подвиг
8 июля 1943 года в ходе Курской битвы группа из 50-60 советских танков Т-34 атаковала позицию, которую защищал единственный «Тигр». Умелые и решительные действия Штаудеггера позволили отбить атаку, уничтожив 22 вражеских танка. «Тигр» Штаудеггера получил более 60 попаданий, но остался в строю. За этот эпизод Штаудеггер получил Рыцарский крест Железного креста (на илл.), став первым командиром танка «Тигр», получившим это отличие
Закончил войну в 101-м тяжелом танковом батальоне СС, который участвовал в Нормандской битве в 1944 году под командованием Михаэля Виттмана, а позднее участвовал в битве в Арденнах.

## После войны
Работал железнодорожным служащим и страховым клерком. Скончался во Франкфурте 16 марта 1991 года. Штаудеггер пользовался уважением коллег-танкистов, но не достиг такой широкой известности, как Михаэль Виттман.

## Награды
- Знак за ранение, чёрный (3-й класс)
- Железный крест 2-го класса (20 марта 1943 г.)
- Серебряный танковый знак (1 апреля 1943 г.)
- Железный крест 1-го класса (6 июля 1943 г.)
- Рыцарский крест Железного креста (10 июля 1943 г.)